# 日本の名曲 人生、歌がある
『日本の名曲 人生、歌がある』（にほんのめいきょく、じんせいうたがある）は、2013年10月2日から2019年3月27日までBS朝日で放送されていた、演歌・歌謡曲がメインの音楽・歌番組である。
2018年12月にBS朝日4Kが開局したことにより、同月5日の5時間スペシャルからは同局でも放送開始するとともに、4Kにて番組制作するようになった。

## 概要
歌手の五木ひろしが司会となり、毎回10組程度の歌手が登場し日本の名曲を披露する番組である。
コーナーで分かれていて、歌手生活50年を超える五木がその回のゲスト歌手の中での名曲を10曲選ぶ「五木の10曲」と、歌手界のベテランを1人呼び、その回のゲスト歌手がそのベテラン歌手の名曲をカバーしていく「TRIBUTE TIME」。そして新曲やダイナミックな歌を紹介する「喝采をどうぞ」と3つに分かれている。
2015年からは、毎年12月の第2週又は第3週に人気歌手が一堂に会する生放送の5時間スペシャルを行っている。これは、かつてテレビ朝日系で放送されていた『全日本歌謡音楽祭』（1975 - 1990年）の実質的な後継番組の１つとして位置づけられており、『人生、歌がある』に改題された2020年現在も継続されている（2020年の放送時間は4時間）。
2019年4月3日放送回より、五木ひろしに代わり、歌手・俳優の布施明が2代目司会者に就任し、『日本の名曲 世界の名曲 人生、歌がある』にリニューアルされた。内容も演歌・歌謡曲中心から幅を広げ、ポップスやロック、ミュージカル、アニメなど知られざる実力派歌手を紹介するコーナーを立ち上げる構成になった。

## スタッフ
- 構成：疋田拓、中藤洋
- 題字：今村桃代
- 音楽：たかしまあきひこ /（指揮） たかしまかんた
- 演奏：人生、歌があるバンド
- TD：富井隆浩、加古靖之
- カメラ：、岩坂潤、他
- 照明：板山大介
- VE：宮崎義則
- 音声：玉置秀之
- PA：宮森真哉
- 美術プロデューサー：引馬幹晴
- デザイン：越野幸栄
- 美術進行：木村邦春
- 視覚効果：中山信男
- 電飾：平野寛
- アクリル装飾：渋谷哲也
- 生花装飾：小柳幸絵
- EED：石黒一哉、渡部諒
- MA：野田稔晃、柴田敏幸
- 美術協力：国新産業、コマデン、両国硝子、ネクステージ、東京特殊効果
- 照明協力：ライトコスモ
- 協力：PIXTA、レモンスタジオ
- 制作進行：田中秀史
- TK：伊佐次千恵子
- 制作補：三浦久範、河合亮、森山文人、柏田妙味子(P&D)
- AP：長井翔子(P&D)
- 演出：疋田拓(P&D)
- プロデューサー：疋田拓(P&D)、綿貫冬樹(BS朝日)、鈴木清親(P&D)